# William R. Richardson

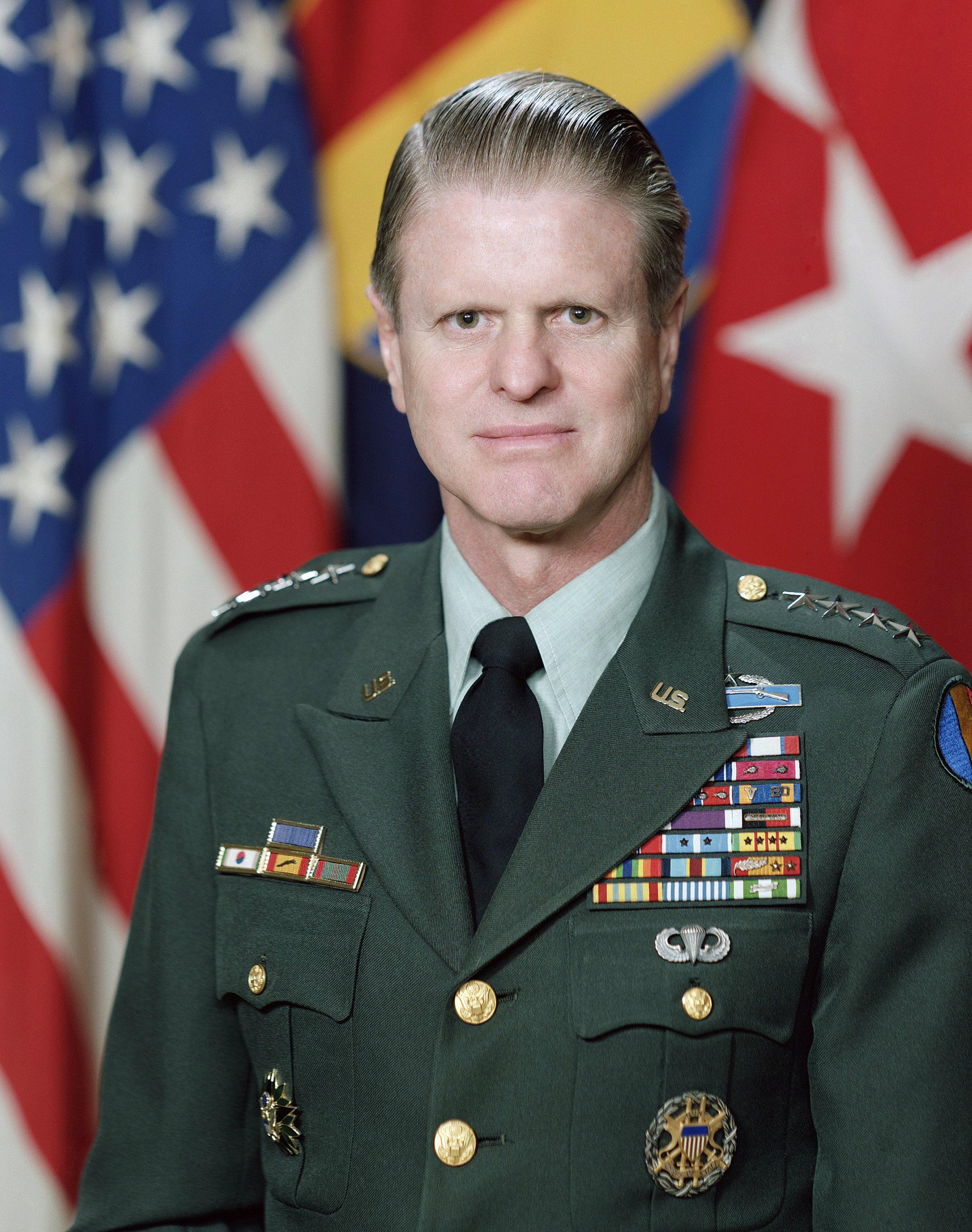
General William R. Richardson (1984)

William Rowland Richardson (* 25. März 1929 in Taizhou, Jiangsu, China; † 15. November 2023 in McLean, Virginia) war ein US-amerikanischer Offizier und General der US Army, der unter anderem zwischen 1983 und 1986 Kommandeur des Heereskommandos für Ausbildung und Einsatzschulung und -entwicklung TRADOC (US Army Training and Doctrine Command) war.

## Leben
William Rowland Richardson, dessen Eltern als Missionare in China tätig waren, absolvierte die US Military Academy in West Point und wurde nach deren Abschluss 1951 als Leutnant (Second Lieutenant) der Infanterie in die US Army übernommen. Im Anschluss diente er zunächst in der 24. Infanteriedivision (24th Infantry Division), die als Besatzungstruppe in Japan stationiert war. 1953 wurde er nach Südkorea versetzt und nahm mit dem 32. Infanterieregiment der 7. Infanteriedivision (7th Infantry Division) am Koreakrieg teil. Für seine Verdienste im Koreakrieg erhielt er 1953 als Oberleutnant (First Lieutenant) erstmals den Silver Star. Nach Ende des Koreakrieges folgten zahlreiche Verwendungen als Offizier und Stabsoffizier. Er absolvierte des Weiteren das Armed Forces Staff College, das Industrial College of the Armed Forces (ICAF) sowie ein Studium an der George Washington University, das er mit einem Master abschloss. 
1966 wurde Richardson Kommandeur des zur 9. Infanteriedivision (9th Infantry Division) gehörenden 3. Bataillons des 39. Infanterieregiments und mit diesem während des Vietnamkrieges nach Südvietnam verlegt. Für seine Leistungen in dieser Zeit wurde ihm ein zweiter Silver Star sowie zum ersten Mal der Legion of Merit verliehen. Später war er Assistierender Chef des Stabes (Assistant Chief of Staff, G-3) der 9. Infanteriedivision. Danach war er als Oberstleutnant (Lieutenant Colonel) zwischen 1969 und 1970 im Büro des Chefs des Stabes des Heeres (Chief of Staff of the Army), General William Westmoreland, und erhielt hierfür einen weiteren Legion of Merit. Daraufhin kehrte er als Oberst (Colonel) im Juni 1971 als Kommandeur der zur 23. Infanteriedivision (23rd Infantry Division), der sogenannten „Americal Division“, gehörenden 198. Infanteriebrigade (198th Infantry Brigade) nach Vietnam zurück. Er wurde für die Verdienste in dieser Zeit zum dritten Mal mit dem Legion of Merit sowie ferner mit dem Distinguished Flying Cross geehrt. Nachdem er zuletzt Chef des Stabes der 23. Infanteriedivision war, wurde er 1972 Assistierender Kommandant der Heeresinfanterieschule (US Army Infantry School) in Fort Benning. Anschließend fungierte er zwischen Dezember 1974 und Juni 1977 als Kommandeur der 193. Infanteriebrigade (193th Infantry Brigade) in der Panamakanalzone sowie danach von 1977 bis 1979 als Referatsleiter für Anforderungen (Director of Requirements) im Stab des Heeres (Staff of the Army).
Im Anschluss war Generalleutnant (Lieutenant General) William Richardson als Nachfolger von Generalleutnant Roy Thurman zwischen dem 9. Oktober 1979 und seiner Ablösung durch Generalleutnant Howard F. Stone am 23. August 1981 Kommandeur des Kombinierten Heereszentrums USACAC (US Army Combined Arms Center) sowie Kommandant des Command and General Staff College (CGSC) in Fort Leavenworth. Daraufhin war er von 1981 bis 1983 stellvertretender Chef des Stabes des Heeres für Operationen und Planung (Deputy Chief of Staff for Operations and Plans). Für die dortigen Verdienste erhielt er die Army Distinguished Service Medal. Zuletzt löste er am 11. Juni 1983 General Glenn K. Otis als Kommandeur des Heereskommandos für Ausbildung und Einsatzschulung und -entwicklung TRADOC (US Army Training and Doctrine Command) ab und verblieb auf diesem Posten bis zu seinem Eintritt in den Ruhestand am 29. Juni 1986, woraufhin General Carl E. Vuono seine Nachfolge antrat. Für die Leistungen in dieser Funktion erhielt er erneut die Army Distinguished Service Medal sowie die Air Force Distinguished Service Medal.
Nach seinem Eintritt in den Ruhestand war William R. Richardson zwischen 1986 und 1995 Vizepräsident für Heeres-Programme von Burdeshaw Associates, Ltd, deren Seniorpartner er daraufhin wurde. Er war ferner Mitglied des Aufsichtsrates der National Infantry Foundation, Seniorpartner und Vorstandsmitglied von O’Connell and Associates, einem Beratungsunternehmen für Verteidigung. 1999 wurde ihm der Doughboy Award des Infantry Center sowie im Februar 2007 Mitglied des Kuratoriums der Stiftung des Command and General Staff College. 2008 wurde er in die Hall of Fame in Fort Leavenworth aufgenommen.

## Auszeichnungen
Auswahl der Dekorationen, sortiert in Anlehnung der Order of Precedence of Military Awards:
- Army Distinguished Service Medal (2 ×)
- Air Force Distinguished Service Medal
- Silver Star (2 ×)
- Legion of Merit (3 ×)
- Distinguished Flying Cross
- Bronze Star (4 ×)
- Purple Heart
- Air Medal (30 ×)